# NGC 7494
NGC 7494 ist eine elliptische Galaxie vom Hubble-Typ E1 im Sternbild Aquarius auf der Ekliptik. Sie ist schätzungsweise 359 Millionen Lichtjahre von der Milchstraße entfernt und hat einen Durchmesser von etwa 85.000 Lichtjahren.
Im selben Himmelsareal befindet sich u. a. die Galaxie NGC 7498.
Das Objekt wurde am 24. September 1864 von Albert Marth entdeckt.